# Église des Carmes-Déchaussés d'Arles
L'église des Carmes-Déchaussés, à Arles, est le seul vestige du couvent édifié dès 1649 par les membres de l'ordre monastique, réformé par Saint Jean de la Croix, des Carmes déchaux. De cette église seule la façade nord est  de nos jours accessible et présente un intérêt architectural.

## Situation
Elle est sise à l'extrémité ouest du boulevard de Craponne, au numéro 63, désormais coincée entre la route nationale 113, sa bretelle d'accès et le canal de Craponne, et donc à proximité du Grand-Rhône.

## Histoire
(D'après Odile de Pierrefeu, documentaliste à la D.R.A.C. - P.A.C.A.)
Les Grands Carmes étaient installés à Arles depuis le XIIIe siècle dans le quartier de la Cité, tout près de l'actuelle place de la République ; de leur couvent, démantelé à la Révolution et presque entièrement détruit, ne restent que quelques vestiges intégrés dans des maisons avoisinantes.
Issus de la réforme de l'ordre du Carmel en 1568 par Jean de la Croix, les Carmes déchaux (pour déchaussés), arrivés en France en 1603, s'installent à Arles en 1647, peu après les carmélites réformées par Sainte-Thérèse d'Avila (voir couvent des Carmélites), d'abord hébergés par un riche bourgeois, François Seytour dans le quartier de Notre-Dame-de-la-Major. En 1649 ils débutent la construction d'un couvent au sud-ouest de la ville, hors les murs, non loin du Rhône, proche de la porte de la Roquette. C'est Jean-Baptiste Adhémar de Monteil de Grignan, alors coadjuteur de son oncle archevêque d'Arles qui pose la première pierre de l'église le 26 septembre 1673 et bénit l'édifice à mi-construction le 19 avril 1676. L'ensemble du couvent est terminé en 1678.
Tout le monastère est vendu comme bien national le 17 avril 1794 ; la voûte de l'église, menançant effondrement, est abattue en 1801, le cloître et les bâtiments conventuels ainsi que la moitié de l'église disparaissent à cause du creusement du canal de navigation d'Arles à Port-de-Bouc en 1854.
L'église est inscrite au titre des monuments historiques, depuis le 4 mars 1998 et a été rachetée par la commune d'Arles en vue d'une restauration encore à venir en 2013. Celle-ci pourra intervenir dans le cadre de la transformation de la RN 113 en boulevard urbain à la suite de la mise en service du contournement autoroutier d'Arles vers 2020.

## Description
L'église est orientée nord-sud avec sa façade principale au nord, face au quartier de la Roquette. Cette façade est le seul élément accessible librement et digne d'intérêt sur le plan architectural, car les autres parties subsistantes appartenaient à des particuliers et ont été défigurées pour servir de remise, d'atelier voire d'habitation.
La nef comprend deux travées ouvrant à l'est sur deux chapelles latérales  par deux grandes arcades ; elle a été à moitié plafonnée par une dalle en béton ; on peut encore y observer une frise sculptée, courant tout son long, faite de rinceaux gras peuplés de griffons affrontés, et des pilastres surmontés de chapiteaux sommés de profils humains. Le chœur n'existe plus mais des départs de piliers témoignent de sa présence passée. À l'ouest on retrouve les structures d'une première chapelle latérale et d'une partie des bâtiments conventuels.
La façade monumentale, très dégradée, est de style classique et comprend un avant-corps central de la largeur de la nef et divisé en trois travées, flanqué de deux ailes légèrement en retrait et correspondant à l'implantation des chapelles latérales occidentales et orientales. Des pilastres à ressauts découpent la façade en cinq compartiments, le central percé par la porte d'entrée en plein cintre, surmontée d'un décor bûché lors des déprédations révolutionnaires, et les quatre autres occupés par une niche ornée, vide aujourd'hui. Ces pilastres supportent un entablement décoré d'une frise dorique où se succèdent métopes et triglyphes ; au-dessus de la frise, d'autres pilastres plus courts soutenaient un couronnement disparu fait d'un fronton encadré d'ailerons, connu par un dessin de Pierre Véran vers 1800. La porte d'entrée a conservé la menuiserie originelle de l'imposte complétant les vantaux, qui eux ont disparu assez récemment. On a en outre relevé sur le côté est de cette façade des graffitis anciens représentant des allèges (barques à fond plat typiques de la navigation arlésienne et servant à remonter le Rhône).

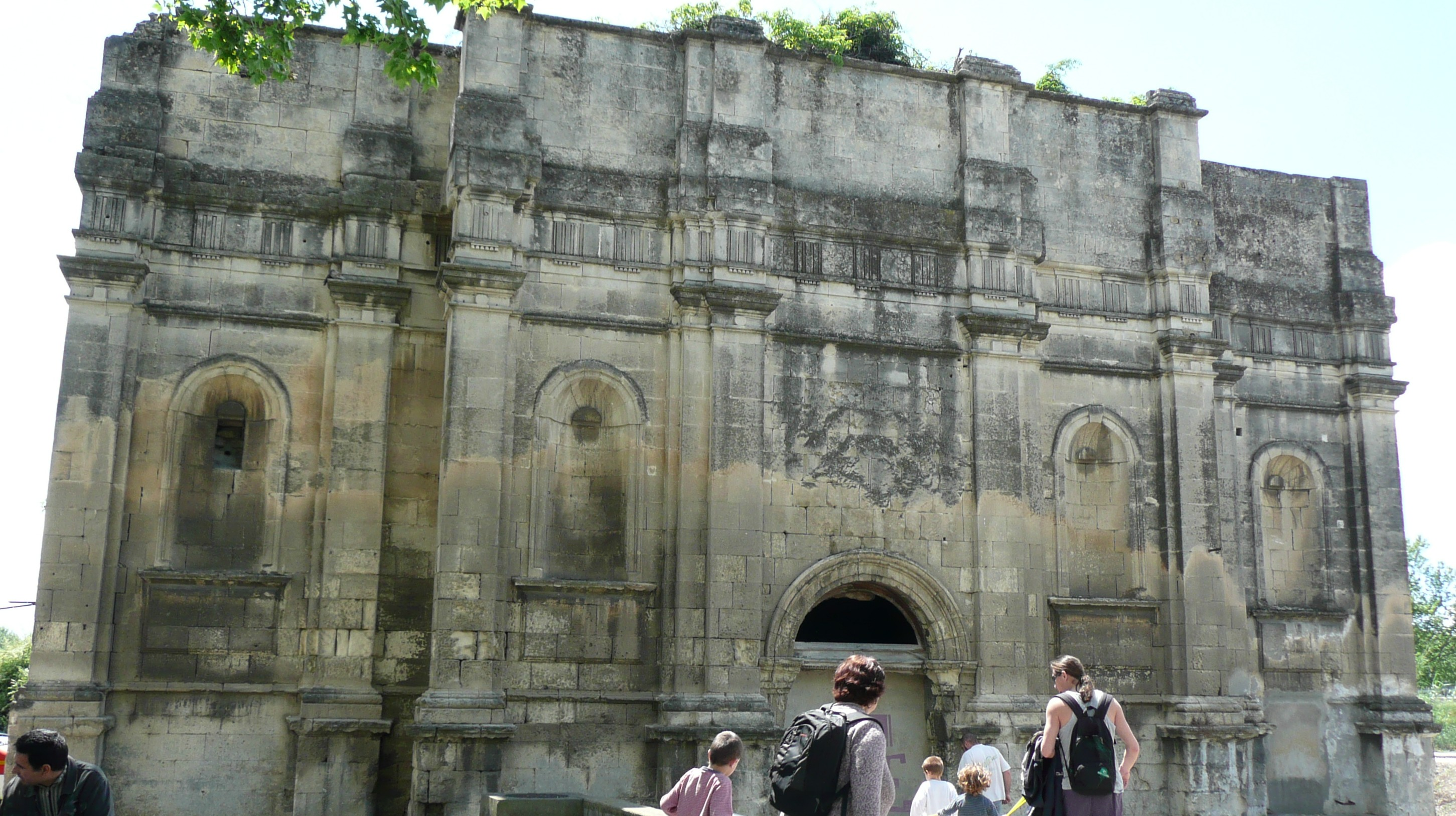
Façade nord.
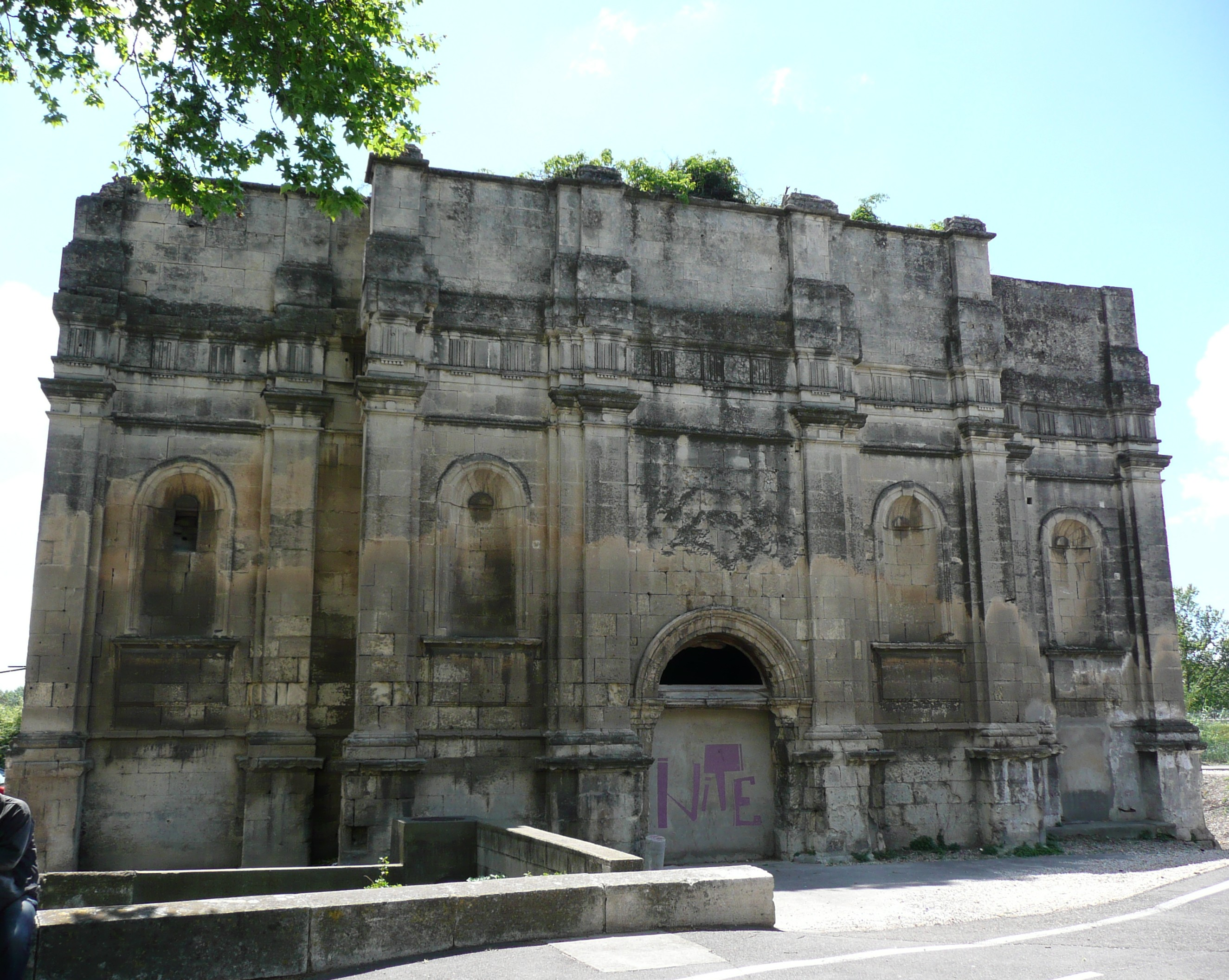
Façade nord.
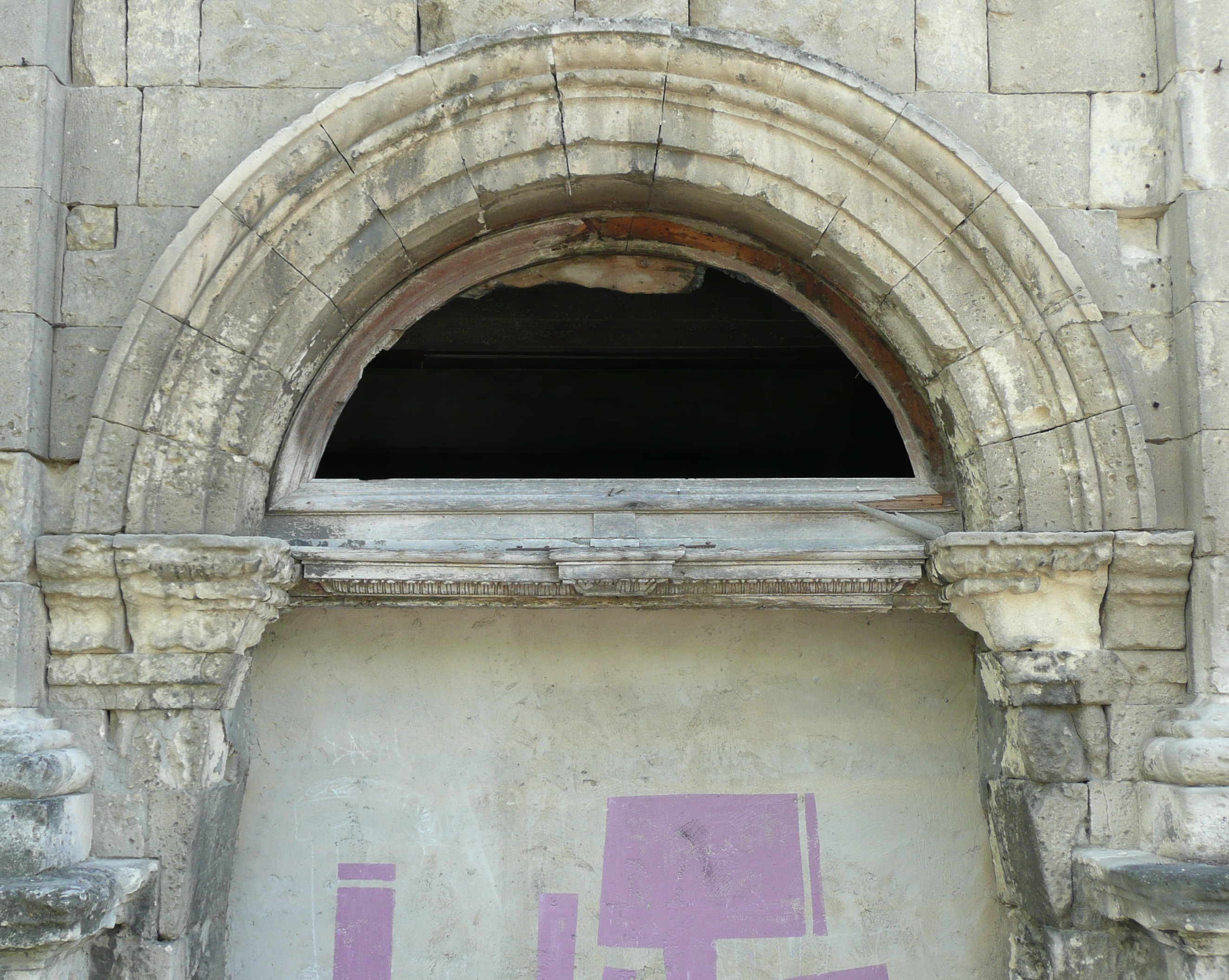
Porte d'entrée en plein cintre.
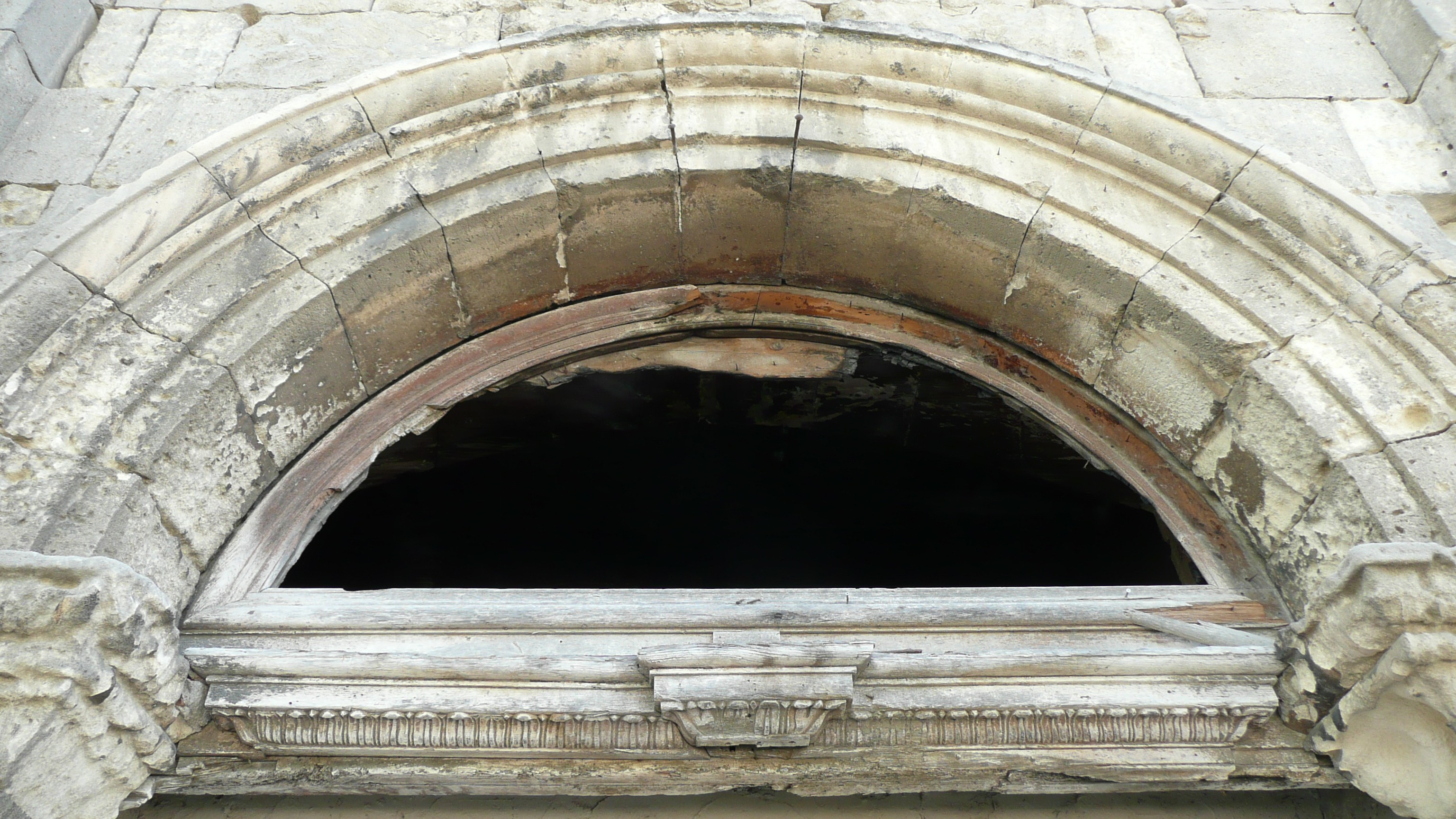
Menuiserie originelle de l'imposte.

## Source
- Odile Caylux (Sous la dir.), Arles, le Guide, Monum, Éditions du Patrimoine, mai 2001, page 90, 142 pages,  (ISBN 2-85822-643-1)